# Ahmos Zu-Bolton
Ahmos Zu-Bolton II (Poplarville, Mississipi, 21 de outubro de 1935 - Washington, D.C., 8 de março de 2005) foi um ativista, poeta e roteirista estadunidense, também conhecido por seu empenho em publicar e editar em nome da cultura afro-americana.
Zu-Bolton cresceu na cidade próxima do Estado do Texas, DeRidder, no Estado da Louisiana. Em 1965, ele era um dos vários estudantes negros que integrou a Louisiana State University em Baton Rouge. Após servir nas forças armadas no Vietnam, Zu-Bolton fundou a revista Hoo-Doo, a qual se dedicava às artes e ao ativismo afro-americano, publicou A Niggered Amen: Poems and coedited Synergy D.C. Anthology em 1975. Ele inaugurou, ainda, a Copestetic Bookstore in New Orleans, Louisiana. Zu-Bolton faleceu em 8 de março de 2005, no Howard University Medical Center, em Washington, D.C., aos 69 anos de idade.